# Општа уметничка и индустријска изложба у Стокхолму 1897.
Општа уметничка и индустријска изложба у Стокхолму 1897. године (швед. Allmänna konst- och industriutställningen), позната и као Стокхолмска изложба (швед. Stockholmsutställningen), одржана је у периоду од 15. маја до 3. октобра 1897. године у Стокхолму. Упркос честом означавању као Светска изложба (фр. Exposition Universelle), није имала тај званични статус, за разлику од истовремено одржане Светске изложбе у Бриселу 1897. године (фр. Brussels International Exposition 1897). Стокхолмска изложба представљала је једну од најзначајнијих националних и међународних манифестација на северу Европе у другој половини 19. века. Била је четврта у низу скандинавских уметничких и индустријских изложби, које су претходно одржане у Стокхолму 1866. године, у Копенхагену 1872. и 1888. године.
Покретање иницијативе за изложбу датира из 16. децембра 1893. године када су водећа културна и привредна удружења у Шведској поднела петицију краљу са захтевом за организовање националне изложбе уметности и индустрије. Након краљевског одобрења, образована је посебна комисија, а Влада Шведске (швед. Regeringen), је дала формално овлашћење за реализацију пројекта. Одлука да се изложба одржи 1897. године имала је симболичан карактер, будући да је та година означавала двадесетпетогодишњицу владавине краља Оскара II. Припремни радови започели су 1895. године, док је свечано отварање изложбе одржано 15. маја 1897. године, уз краљево лично присуство. Број излагача био је ограничен на 3.722, и то из: Шведске, Финске, Норвешке, Данске и Русије, иако су Канада и Немачка више пута настојале да добију дозволу за учешће.

## Локација и архитектонска обележја изложбе
Место одржавања изложбе налазило се на острву Јургорден (швед. Djurgården), а бројни објекти на западном делу острва међу њима и неколико трајних објеката, као део изложбене инфраструктуре, потичу управо из тог периода. Међу њима су мост Јургордсброн (швед. Djurgårdsbron), главна веза са острвом, успињача (швед. Skansens bergbana), данас у саставу етнографског музеја и зоолошког врта на отвореном Скансен (швед. Skansen), као и Нордијски музеј. Једна од најимпозантнијих грађевина изложбе, дрвена хала површине 16.820 m² са куполом висине 100 метара и четири минарета, дело архитекте Фердинанда Боберга (швед. Gustaf Ferdinand Boberg), срушена је након затварања изложбе, као и већина павиљона подигнутих од привремених материјала. 

## Тематски оквири изложбе
Једна од централних тема изложбе била је презентација савремених медијских технологија. Највећу пажњу изазвали су филм и фонограф, а свечаност отварања забележена је у првим аудио и филмским записима, укључујући и говор краља Оскара II, који су сачувани и данас су доступни у дигитализованом облику на интернету. Промена технолошког и културног пејзажа Шведске Стокхолмском изложбом била је значајна, изложба је била један од важних узлета националне свести о модерности и индустријском напретку.

## Наслеђе изложбе
По затварању изложбе, велика индустријска хала је уклоњена, али је Нордијски музеј наставио да функционише и остао једна од кључних институција културне баштине Шведске. У својим оригиналним локацијама сачувани су и поједини павиљони, попут Пекаре Рајнхолд (швед. Reinhold Bageri), која је данас ресторан, Павиљона Краљевског ловачког клуба и Шведског ловачког савеза (швед. H. M. Konungens Jaktklubbs och Svenska Jägareförbundets gemensamma paviljong), који је претворен у приватни дом, као и павиљона компаније (енгл. Diamond Rock Drill Co.). Неколико павиљона је премештено у Скансен, где су добили нову функцију. Међу њима се издвајају Брагхален (швед. Braghallen), Фросторп (швед. Fröstorp) и Вила Лустхуспорден (швед. Villa Lusthusporten). Изложба у Стокхолму 1897. године представљала је не само излпжбу индустријских и уметничких достигнућа, већ и важан културни догађај који је трајно утицао на архитектонску и културну топографију шведске престонице. Њено наслеђе видљиво је и данас у простору Јургордена, као и у институцијама које су својим коренима везане за овај историјски догађај.